# Jochen Dries
Jochen Dries (* 24. Februar 1947 in Mainz-Kastel) ist ein ehemaliger deutscher Fußballspieler und heutiger Trainer.

## Spielerkarriere
1971 und 1972 wurde Jochen Dries mit Borussia Neunkirchen zweimal Meister der Fußball-Regionalliga Südwest, schaffte jedoch bei beiden Versuchen den Aufstieg nicht. Dies sollte ihm auch im folgenden Jahr verwehrt blieben, als er mit seinem neuen Verein 1. FSV Mainz 05 ebenfalls in der Aufstiegsrunde scheiterte.

## Trainerkarriere
Vom März 1999 bis Mai 2000 trainierte Jochen Dries den Schweizer Erstligisten FC Aarau. Die ersten vier Spiele unter seiner Leitung gingen allesamt verloren, doch der Verein konnte mit einem Schlussspurt zum Saisonende doch noch den Klassenerhalt schaffen. Wegen Erfolglosigkeit wurde Dries im Mai 2000 dann durch den ehemaligen Schweizer Nationaltrainer Rolf Fringer ersetzt. Im März 2003 wurde er als Co-Trainer von Gabriel Calderón beim FC Lausanne-Sport vorgestellt. Nur wenige Monate später beerbte er Calderón und übernahm den Posten als Cheftrainer. Im Jahr 2007 wurde Dries Trainer beim FC Baulmes, deren Mannschaft er bereits von 2001 bis 2003 betreut hatte. Ende des Jahres 2008 verließ er den Verein aufgrund ausstehender Gehaltszahlungen jedoch wieder und ging nach Visp. Auch deren Mannschaft hatte der Deutsche im Jahr 2000 bereits trainiert. Zur Saison 2011/12 wurde er als Cheftrainer des SC Kriens verpflichtet, die der Deutsche zum Ligaerhalt in der Challenge League führen soll.

## Persönliches
Jochen Dries ist im Wiesbadener Stadtteil Mainz-Kastel geboren und verbrachte dort seine Kindheit. Nach der Volksschule und dem Gymnasium studierte er in Frankfurt am Main und in Mainz Biologie und Zahnmedizin. Nach seiner aktiven Fußballerzeit in Deutschland ging er aus persönlichen Gründen in die Schweiz, wo er sich nunmehr seit über 30 Jahren aufhält. Aktuell lebt Dries mit seiner Familie in Crans-Montana.